# Nazca (grad)
Nazca je glavni grad provincije Nazca u regiji Ica. Smješten je u blizini južne obale Perua, na ušću rijeke Nazca, oko 450 km južno od Lime, na Panameričkoj autocesti. Grad ima oko 23.000 stanovnika koji žive većinom od turizma jer je u blizini smještena omanja zračna luka s koje polijeću komercijalni letovi manjim zrakoplovima za razgledanje Nazca linija.
12. studenog 1996. godine grad i susjedna naselja su do temelja srušeni u zemljotresu. 

## Vanjska poveznica
- Službene stranice (na španjolskom)